# سه‌گانه بهشت
سه‌گانه بهشت (انگلیسی: Paradise trilogy) یا بهشت‌ها (آلمانی: Paradies) مجموعه‌ای از سه فیلم اتریشی به کارگردانی اولریش زایدل است که در سال‌های ۲۰۱۲ تا ۲۰۱۳ منتشر شد. تمرکز این سه فیلم بر روی سه زن از یک خانواده است. یکی از آنها به عنوان یک توریست جنسی به کنیا سفر می‌کند، یکی باید زمانی را در یک کمپ کاهش وزن بگذراند و یکی دیگر هم سعی می‌کند مذهب کاتولیک را تبلیغ کند. بیشتر این پروژه در اتریش با همکاری تولیدکنندگانی از آلمان و فرانسه عملی شد. این اثر قرار بود یک فیلم بلند باشد، اما به سبب طولانی شدن فیلم و تکوین آن، به سه فیلم تبدیل شد و یک «سه‌گانه» را تشکیل داد. قسمت اول، بهشت: عشق، برای به‌دست آوردن نخل طلای جشنواره فیلم کن ۲۰۱۲ رقابت کرد. زایدل در ابتدا قصد داشت هر سه فیلم را در یک نوبت نمایش اکران کند، اما پس از هیئت انتخاب جشنواره کن تصمیم گرفت قسمت‌های دوم و سوم را کنار بگذارد، بهشت: ایمان و بهشت: امید در جشنواره‌های بزرگ دیگر فیلم به نمایش درآمد. این فیلم‌ها نامشان را از سه فضیلت الهیات مسیحی می‌گیرند و بر چگونگی تصور شخصیت‌های داستان از بهشت تمرکز دارند.

## فیلم‌ها
- بهشت: عشق (۲۰۱۲)
- بهشت: ایمان (۲۰۱۲)
- بهشت: امید (۲۰۱۳)